# Baldwinsville
Baldwinsville falu az USA New York államában, Onondaga megyében. Lakosainak száma 7898 fő (2020. április 1.).

## Népesség
A település népességének változása:

| 2010 | 7 378 |
| 2020 | 7 898 |